# 有賀和子
有賀 和子（ありが かずこ 、1927年9月10日 - 2020年5月24日）は、日本のピアニストおよびピアノ教育者。桐朋学園大学名誉教授。日本ショパン協会理事、および、財団法人日本ピアノ教育連盟相談役をつとめる。

## 人物
1927年9月10日生まれ。井口基成、安川加壽子、ベヴァリッジ・ウェブスターに師事する。1943年、17歳のとき、第12回毎日新聞社音楽コンクール（現在の日本音楽コンクール）のピアノ部門で第1位入賞を果たす。1948年、東京音楽学校を卒業する。
ピアニストとして活躍する。ソリストとして、また、NHK交響楽団や東京交響楽団と共演する。
ピアノ教育者としての活躍が、より有名である。桐朋学園の前身『子供のための音楽教室』に参加する。後に、桐朋学園大学教授に就任する。かつての教え子の一人に、羽田健太郎がいる。
2020年5月24日、敗血症のため死去。92歳没。

## エピソード
- ピアノの指導に厳しく、ショパンのエチュードが弾けた小学生にも、厳しい叱責を加えていた。チェルニー50番のレベルに到達した当時中学2年生の羽田健太郎に、チェルニー30番からやり直させた。
- 桐朋学園大学ピアノ科を優秀成績で卒業する羽田健太郎に期待をしつつも、彼がポップスの道に進むことには冷ややかであった。しかし、ポップス演奏家として活躍できるようになった33歳の羽田が、有賀にレッスンを申し込んだとき、快く引き受けた。